# Архијерејско намјесништво горашко-вишеградско
Архијерејско намјесништво горашко-вишеградско представља црквеноадминистративну јединицу Митрополије дабробосанске коју сачињавају одређени број црквених општина и парохија под надзором архијерејских намесника.
До 2019. године митрополија је била подељена на четири архијерејска намесништава, али на заједнички приједлог епископа зворничко-тузланског Фотија и митрополита дабробосанског Хризостома,  Свети архијерејски сабор Српске православне цркве одлуком  од 15. односно 16. маја 2019. године, извршена је арондација епархије зворничко-тузланске у корист митрополије дабробосанске. У састав митрополије Дабробосанске ушле су целовите административне општине и то: Сребреница, Братунац, Милићи, Власеница, Хан Пијесак и Олово.
Након те одлуке митрополија дабробосанска броји пет архијерејских намјесништава, а то су:
- Архијерејскo намјесништвo сарајевско
- Архијерејско намјесништво травничко-зеничко
- Архијерејско намјесништво горашко-вишеградско
- Архијерејско намјесништво фочанско
- Архијерејско намјесништво сребреничко-подрињско

## Архијерејско намјесништво травничко-зеничко
- Црквена општина Вишеград

Црква Рођења Пресвете Богородице у Вишеграду на Мегдану, грађена у периоду од 1884. године до 1886. године. Пре изградње ове цркве, грађани Вишеграда и његове околине су се молили у једној приватној кући у периоду од 1878. до 1884. године, односно до почетка изградње цркве. Током Другог светског рата црква је девастирана јер су бомбе падале у њену порту, а торањ је напукао. Након тога претворена је у складиште и боравиште немачких војника. Након одласка немачких трупа са ових простора, црква је обновљена 1946. године, када ју је изасланик митрополита даоборосанског освештао. Од тада па све до данас, црква обавља редовне дужности без престанка.
Црква Зачећа Светог Јована Крститеља у Вишеградској Бањи саграђен је од ћерпича са дрвеним звоником, 1936. године. На истом месту 1991. године, саграђен је нови храм у облику једнобродне базилике, јер је стари био у потпуном пропадању. Храм је 2000. године осветио Митрополит дабробосански Николај уз саслужење епископа милешевског Филарета.
Црква Свете Тројице у Блацама грађена је 1989. и 1990. године на земљишту које су поклонили браћа Радомир и Лука Ћорић. Темеље је освештао прота Новица Јањић 1989. године. За кума темеља изабран је Крсто Божић из Блаца. Велико освећење храма било је 3. августа 1997. године, а цркву је освештао Митрополит Дабробосански Николај.
Црква Светог цара Лазара и свих српских мученика у Андрићграду на Видовдан 2013. године владика Захумско-херцеговачки и заменик митрополита Дабробосанског Николаја, Григорије са свештенством служио је прву Литургију у храму и поставио и освештао темеље храма. Свету архијерејску литургију и освећење храма Светог кнеза Лазара и косовских мученика у комплексу Андрићграда у Вишеграду служио је Патријарх српски Иринеј уз саслужење више архијереја, свештенства и монаштва српске православне цркве.
Спомен капела у Старом Броду на обали Дрине, подигнута у спомен страшног злочина у местима Стари Брод и Милошевићи, од стране усташа, где су убиле око 6.000 ненаоружаних Срба, искључиво цивила. Део људи се намерно или ненамерно утопио у реци Дрини бежећи од усташа. Најмасовније убијање људи је извршено 22. марта 1942. године, али су убијања трајала и до почетка маја 1942. године.
- Црквена општина Бјело Брдо

Црква брвнара Свете великомученице Параскеве у Бјелом Брду је црква брвнара, саграђена 1935. године. Налази се на земљишту где је у прошлости била аустријска касарна. Црква брвнара је освештана 1936. године за вријеме службовања  Митрополита Петра Зимоњића. Породица Анђић, браћа Јосиф и Василије, по занимању индустријалци, на иницијативу свештеника Будмира Соколовића, поклонили су за градњу цркве своја брвна. Иконстас цркве је скроман, иконе се налазе на дрвеним преградама. Звоник цркве је изливен у ливници у Земуну.
Црква Свете мајке Параскеве-Свете Петке у Бјелом Брду градиo се од 1992. године и освештан 5. октобра 2004. године.
- Црквена општина Штрпци

Црква Рођења Пресвете Богородице у Штрпцима саграђена је 1908. године за време протојереја Косте Поповића. Недалеко од цркве подигнута је спомен-костурница палим борцима Првог светског рата.
Црква Светог пророка Илије у Анџићима саграђена је између 1875. и 1878. године у време протојереја Захарија Поповића. Засведена је полуобличастим сводом, а темељи су од камена. Иконе су наручене 1878. године и биле су рад новосадског мајстора Шрајера. Сачуване су само иконе заштитника храма и Богородице са Христом, које се данас чувају у новој цркви у Штрпцима.
- Црквена општина Рудо

Црква Светих апостола Петра и Павла у Рудом грађена је од 1908. до 1912. године. Зидарске радове извели су мајстори Далматинци, рам иконостаса је урадио Добро Стикић из Штрбаца а иконе су рађене у иконописачкој радионици „Ивковић” у Новом Саду. Осветио је митрополит Евгеније (Летица) на Петровдан 1912. године.
Црква Светог Макарија Патријарха српског у Паштан Брду грађена је од 1973. до 1975. године. Звоно за цркву је приложио Светозар Тодоривић. Поред цркве саграђена је и кућа за потребе цркве и вјерника. Црква је реновирана 1999. године.
Црква Храм Светог Николаја Охридског и Жичког у Миочи
Црква брвнара Светих Благовијести Пресвете Богородице у селу Ваган црква-брвнара је из 1672. године. Задњи пут црква је прерађена 1816. године, чији је изглед и данас задржан. Црква нема струју, пут ни воду. У периоду после Другог светског рата храм бива запуштен. Захваљујући пастирима храм је ограђен и чуван да га стока не оскрнави. У овом храму чувана је чувена Чајничка Красница, икона чуда и исцељења, надалеко чувена не само међу православцима већ и међу припадницима других религија.
- Црквена општина Горажде

Црква Светог великомученика Георгија у Сопотници потиче из средине 15. века, из 1446. године и представља задужбину Стефана Вукчића Косаче. Сви делови грађевине нису из истог временског раздобља. На цркви се, осим ктиторског натписа, налази још један натпис из 15—16. века који потврђује да је црква у то време била манастир што потврђује и први попис Босанског санџака из 1468. и 1469. године и први поименични попис санџака вилајета Херцеговина из 1477. године. Цркву су запалили муслимани 1992. године. Данас је скоро у потпуности обновљена.
Капела Светог Димитрија у Новом Горажду саграђена је у оквиру гробља у Копачима. Капела је освештана је 8. новембра 2018. године, а освјештао је митрополит дабробосански Хризостом.
Православна капела Светог Јована Богослова у Горажду једини је православни црквени објекат на територији данашњег Града Горажда. Изградили су је 1929. године руски емигранти. Капела је претворена у биоскоп 1946. године. Нови парохијски дом и капела Светог Јована Богослова изграђени су 1975. године на месту старог парохијског дома који је порушен 1973. године. Током Одбрамбено-отаџбинског рата у потпуности једевастирана, а обновљена је током 2006. године. Поред капела, постојао је и парохијски дом који је такође срушен током ратних дешавања.
- Црквена општина Рогатица

Црква Свете Тројице у Рогатици градња је почела 1883. године, а завршена је и освештана на Преображење Господње 1886. године. Ктитор је био Мићо Којић, трговац из Рогатице, са својим братом. Током Другог светског рата црква је тешко страдала. Седамдесетих и осамдесетих година 20 века црква је генерално обновљена споља и изнутра. Освештали су је 1986. године митрополит дабробосански Владислав, митрополит загребачко-љубљански Јован и епископ рашко-призренски потоњи патријарх Павле.
Црква Свете великомученице Марине у Закому градња је почела на Огњену Марију 30. јула 2008. године, а освештана је 2012. године. Новац за изградњу обезбедили су верници рогатичке и соколачке општине, а Јован Планојевић је поклонио земљиште. Цркву је освештао митрополит дабробосански Николај.
- Црквена општина Борике

Црква Светих апостола Петра и Павла у Борикама градња је почела 1909. године а освештана је на Малу Госпојину 1911. године. Поред цркве исте године је завршена и почела са радом школа.
Црква Сабора Срба светитеља у Бранковићима градња је почела у пролеће 2007. године. Земљиште за изградњу поклонио је Љутомир Недић. Темеље цркве је освештао митрополит дабробосански Николај 13. јула 2007. године. Градња је завршена 2009. године, а 13. септембра исте године, саму цркву је освештао митрополит Николај.
Црква Рођења Светог Јована Крститеља у Рађевићима, на Црквинама, месту на којем је постојала ранија црква коју је саградио краљ Стефан Драгутин као поклон бану Стефану I Котроманићу за кога је била удата Јелисавета Немањић, ћерка краља Драгутина. Срушили су га Турци и Богилови потомци. Од чијег је камена подигнута џамија у оближњем селу Годимиљу. Обнова цркве на Црквинама, почела је 27. септембра 2007. године, а освештао 26. септембра 2015. године епископ захумско-херцеговачки Григорије, уз саслужење свештеника Митрополије дабробосанске.